# Novo selo (kommun i Bulgarien)
Novo selo (bulgariska: Ново село) är en kommun i Bulgarien.   Den ligger i regionen Vidin, i den nordvästra delen av landet, 160 km norr om huvudstaden Sofia. Antalet invånare är 1 137. Arean är 49 kvadratkilometer.
Novo selo delas in i:
- Vinarovo
- Negovanovtsi
- Florentin
- Jasen

Följande samhällen finns i kommunen:
- Novo selo